# Rödnäbbad hocko
Rödnäbbad hocko (Crax blumenbachii) är en starkt utrotningshotad hönsfågel i familjen trädhöns. Arten är endemisk för Brasilien.

## Utseende och läten
Rödnäbbad hocko är en stor (84 cm) och mestadels svart trädhöna. Hanen är glansigt svart med vitt på undergump och undre stjärttäckare. På huvudet syns en lång och krullig hjässtofs samt rödorange näbbknöl och strupflik. Benen är svarta. 

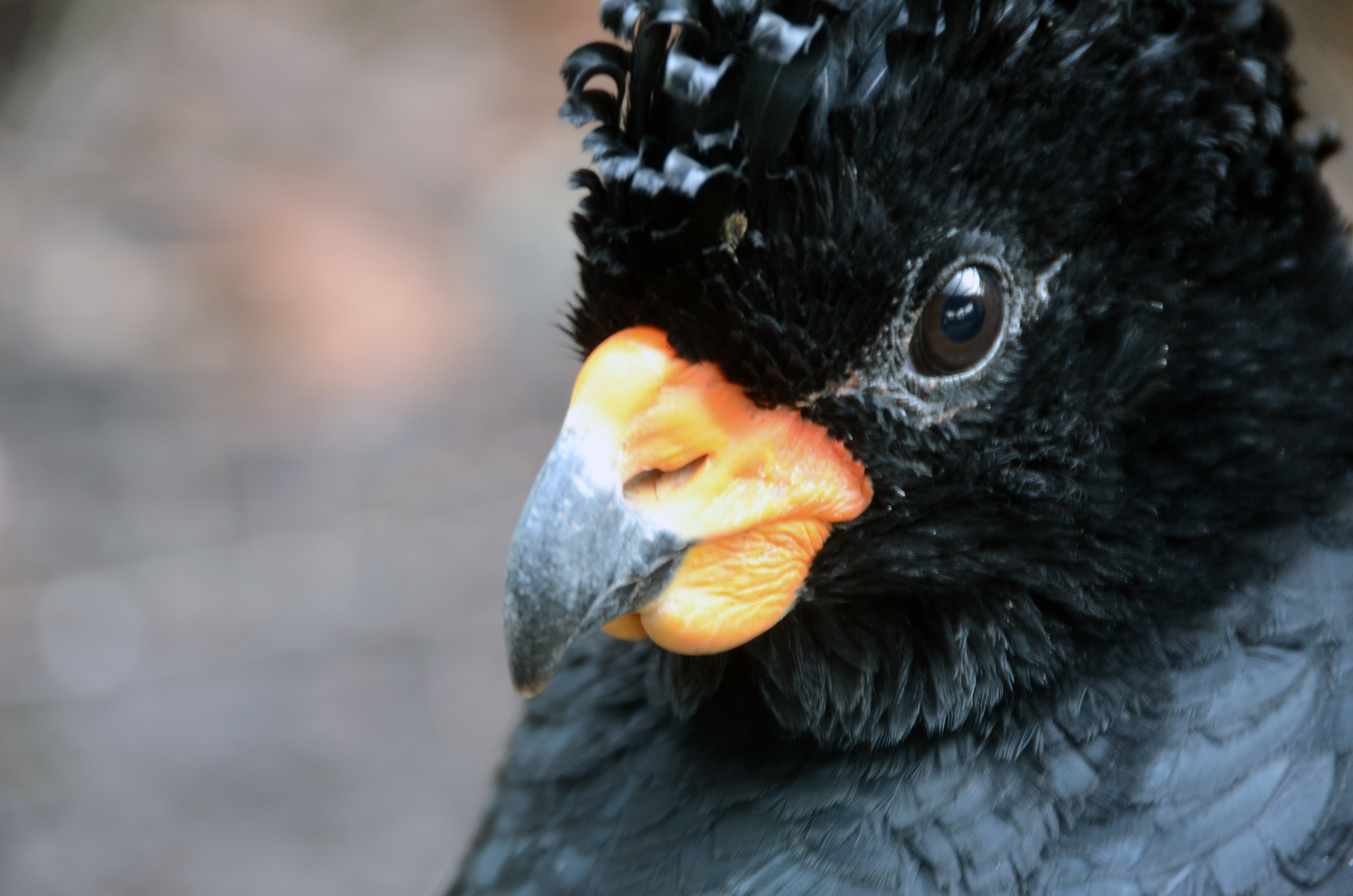
Hane rödnäbbad hocko på Chester Zoo i England.

Honan saknar strupflik, är kanelröd på undergump och undre stjärttäckare samt har fint rostmarmorerade vingpennor och kortare, vitbandade bröstfjädrar. Benen är skära. Lätet beskrivs i engelsk litteratur som ett lågt "woop" under födosök och ett "eeee-oooo" om den störs.

## Utbredning och status
Fågeln förekommer i låglandsskogar i sydöstra Brasilien. Utbredningsområdet är mycket litet och fragmenterat, och världspopulationen uppskattas till endast 480 vuxna individer. Den minskar i antal, men ett framgångsrikt program för återinförsel till viss del bromsat utvecklingen. Internationella naturvårdsunionen IUCN kategoriserar den som starkt hotad.

## Namn
Fågelns vetenskapliga artnamn hedrar Johann Friedrich Blumenbach (1752-1841), tysk anatomist och antropolog.